# Ema (Ambon)
Ema is een dorp op het eiland Ambon in de provincie Maluku (Zuid-Molukken) in Indonesië.
In 2001 had het dorp 847 inwoners.

## Geboren
- Johan Tehupeiory (1882-1908), arts
- Wim Tehupeiory (1883-1946), arts